# Phan Thị Vàng Anh
Phan Thị Vàng Anh (sinh năm 1968), còn có bút danh là Thảo Hảo, là một nữ nhà văn và nhà thơ Việt Nam.

## Tiểu sử
Phan Thị Vàng Anh sinh ngày 18 tháng 8 năm 1968 tại Hà Nội, con gái của nhà thơ Chế Lan Viên và nhà văn Vũ Thị Thường. Chị tốt nghiệp Đại học Y Dược Thành phố Hồ Chí Minh năm 1993, hiện sống ở Thành phố Hồ Chí Minh, là hội viên Hội Nhà văn Việt Nam từ năm 1996. Năm 2005, chị được bầu làm ủy viên ban chấp hành Hội Nhà văn Việt Nam nhiệm kỳ 7.
Cuối năm 2009, chị từng có thời gian cùng anh Đỗ Minh tham gia quản lý trang web Soi rất có uy tín trong giới mỹ thuật Việt Nam.

## Nhận xét
Nhà văn Nguyễn Khải từng khen Phan Thị Vàng Anh một câu ngắn: "Nguyễn Huy Thiệp mặc váy".

## Các tác phẩm chính
- Khi người ta trẻ (tập truyện, 1993) (đã được dịch và xuất bản tại Pháp  với tên Quand on est jeune)
- Ở nhà (truyện vừa, 1994)
- Hội chợ (tập truyện, 1995)
- Nhân trường hợp chị thỏ bông (tản văn dưới bút danh Thảo Hảo)
- Gửi VB (tập thơ, 2006)
- Trong phường Thành Công, có làng Thành Công (phim tài liệu)
- Ghi chép nhỏ của người cưỡi ngựa (tản văn, 2016), 19 bài
- Truyện ngắn Phan Thị Vàng Anh (2016)

## Giải thưởng
- Giải thưởng Hội Nhà văn Việt Nam 1993 cho tập truyện Khi người ta trẻ.
- Giải nhất Truyện rất ngắn của tạp chí Thế giới Mới 1995 cho tác phẩm Hoa muộn.
- Giải thưởng của Hội Nhà văn Hà Nội 2007 cho tập thơ Gửi VB.

## Thông tin thêm
Bài thơ Mèo con đi học do Phan Thị Vàng Anh viết năm 1975 từng được đưa vào sách Tập đọc lớp 1 của Việt Nam.
Hôm nay trời nắng chang chang.
Mèo con đi học chẳng mang thứ gì.
Chỉ mang một cái bút chì.
Và mang một mẩu bánh mì con con.